# فیروزآباد (فنوج)
فیروزآباد، روستایی در دهستان مسکوتان بخش مرکزی شهرستان فنوج در استان سیستان و بلوچستان ایران است.

## جمعیت
این روستا در دهستان مسکوتان قرار دارد و براساس سرشماری نفوس و مسکن در سال ۱۳۹۵ ، جمعیت آن ۱۶۸ نفر (۴۷خانوار) بوده‌است.